# Крылово (Чувашия)
Крыло́во (чув. Крылово) — деревня в Порецком районе Чувашской Республики. Входит в Семёновское сельское поселение.
Родина академика А. Н. Крылова, в честь которого 13 октября 1962 года получила нынешнее название (ранее называлась Висяга).

## Географическая характеристика
Деревня расположена на юго-западе республики, на левом берегу Висяжки (приток Мени) в 20 км к юго-западу от села Порецкое (27 км по автодорогам), в 140 км от Чебоксар (187 км по автодорогам) и в 40 км к северо-западу от Алатыря. Находится в 1,7 км от границы с Нижегородской областью и в 2,5 км от границы с Мордовией.
В Крылово две улицы — Гагарина и Крылова. Имеются пруд, озеро, мост через реку.
К селу ведёт тупиковая подъездная дорога от автодороги Порецкое — Мишуково.

## История
Поселение возникло в период с 1660 по 1671 годы.

Как рассказала Лариса Михайловна, в древности здесь, в Поме́нье, плескались воды моря. Вскоре после основания Алатыря в 1552 году, недалеко отсюда, на водоразделе Киши и Мени, возник сторожевой пункт, который и дал впоследствии начало Висяге. Где-то там прежде располагалась древняя Кишская крепость — русский форпост на тогда ещё чужих землях, упоминающийся в нижегородских летописях XIV века. Висяга, или Висловка, получила такое название оттого, что поселение словно нависало над небольшой речкой, впадающей в Меню.— На Суру, в Поречье.
Деревня Висяга (Висловка) в XVIII веке принадлежала гвардии прапорщику Нилу Фёдоровичу Ермолову из дворянского рода Ермоловых. После его смерти часть имения была продана: 4 августа 1821 года его дочери Елизавета Филатова, Екатерина Чемодурова и Наталья Топорнина составили купчую на продажу имения родителей. Часть имения, в составе которого была д. Висяга, стала принадлежать Елизавете Филатовой. Затем деревней владела её дочь Мария Михайловна Крылова (муж Марии Михайловны, гвардии капитан Александр Алексеевич Крылов, происходил из дворянского рода из Алатырского уезда, был награждён золотым оружием за боевые заслуги в Отечественную войну 1812 года).
В 1863 году Мария Крылова решила подарить своему сыну Николаю имение и деревню Висягу. На основании императорского указа и решения Алатырского уездного суда от 3 июня 1863 года был составлен 31 июля 1864 года Вводный лист о передаче имения во владение Н. А. Крылову.
В начале XX века действовало земское училище. В 1929 году организован колхоз «Ильич».
В 1963 г. Указом Президиума ВС РСФСР деревня Висяга переименована в Крылово.

## Административная принадлежность
в XIX веке по 1927 год — в составе Мишуковской, Порецкой волостей Алатырского уезда, в 1927—1962 годах — в составе Порецкого района, в 1962—1965 годах — в составе Алатырского района, с 1965 года в составе Порецкого района.

## Население
| 2010 | 2012 |
| ---- | ---- |
| 61   | →61  |

Жители — русские, до 1861 года — помещичьи крестьяне Крыловых; занимались земледелием, животноводством, кузнечным промыслом. Число жителей: в 1859 году — 39 дворов, 150 мужчин, 148 женщин; в 1897 году — 67 дворов, 254 мужчины, 227 женщин; в 1927 году — 96 дворов, 226 мужчин, 287 женщин; в 1939 году — 190 мужчин, 255 женщин; в 1979 году — 37 мужчин, 70 женщин; в 2002 году — 27 дворов, 71 чел.: 35 мужчин, 36 женщин; в 2010 году — 23 частных домохозяйства, 61 чел.: 32 муж., 29 женщин.

## Инфраструктура
Имеется музей имени академика-кораблестроителя А. Н. Крылова (открыт 5 ноября 1984 года).
Есть магазин Порецкого РАЙПО. Функционируют крестьянские (фермерские) хозяйства (КФХ) «Захаров» и «Захарова С. Ф.».

## Достопримечательности
Музей академика А. Н. Крылова, созданный в бывшем здании Семёновской школы (построена в 1900 году). В комплекс входят: здание музея; памятный знак на месте, где родился А. Н. Крылов; парк им. А. Н. Крылова; озеро; памятник участникам Великой Отечественной войны (1941—1945).

## Комментарии
1. ↑  Богоутдинова Лариса Михайловна, администратор музея А. Н. Крылова
2. ↑  Местность в долине реки Ме́ня